# قسيم (اسم)
قسيم هو اسم علم مذكر من أصل عربي، ومعناه هو النصيب، شطر الشيء، المقسوم المقاسم القسام الحسن الوجه.

## وصلات خارجية
- موسوعة السلطان قابوس لأسماء العرب نسخة محفوظة 5 أبريل 2019 على موقع واي باك مشين.